# Mioko
Mioko ist eine kleine Insel im Süden der Duke-of-York-Inseln im St.-Georgs-Kanal im Bismarck-Archipel (Papua-Neuguinea). Mioko ist etwa 1,6 Kilometer lang und 1,2 Kilometer breit, Die Insel war eine Ausgangsstation für die deutsche Südsee-Kolonisation.

## Geographie
Mioko liegt im Südwest-Pazifik und ist Teil Ozeaniens. In diesem Gebiet stoßen zwei tektonische Platten aufeinander, was die Gefahr von Erdbeben und Tsunamis erhöht. Da die Insel aus gehobenem Korallenkalk besteht, ist Mioko entsprechend relativ flach und durch den Anstieg des Meeresspiegels gefährdet.

## Klima
Es herrscht ein gemäßigt feuchtes, tropisches Seeklima. Trockenes Wetter auf den Duke-of-York-Inseln kündigt den baldigen Südost-Passat an. Die niedrigsten Durchschnittswerte von 23 °C liegen in den Monaten Juni bis September, die Höchsttemperaturen von 32 °C in den Monaten Dezember und Januar. Die Luftfeuchtigkeit schwankt zwischen 71 und 78 Prozent. Im Dezember werden durchschnittlich sechs, im März und April elf Regentage verzeichnet.

## Natur
Für gewöhnlich wachsen auf den Duke-of-York-Inseln kleinere Wälder, die u. a. aus der Schraubenbaum-Art Pandanus dubius (von den Einwohnern der Inseln Uom genannt) bestehen. Das Moos Plagiochila miokensis kommt nur auf der Insel Mioko vor.

## Geschichte
1776 entdeckte der Forschungsreisende Philipp Carteret die Duke-of-York-Inseln, die er nach dem Bruder des englischen Königs und Herzogs von York, Eduard August benannte.
Der Hafen auf Mioko wurde bereits im Dezember 1878 durch Kapitän Bartholomäus von Werner für Deutschland in Anspruch genommen. Der gute Naturhafen war insbesondere für die Kolonialbestrebungen der Hamburger Handelshäuser Hernsheim und Godeffroy, später auch für den Bankier Adolph von Hansemann von Interesse. Die deutsche Flagge auf Mioko wurde am 4. November 1884 durch den Kapitän der Gedeckten Korvette Elisabeth, Kapitän zur See Rudolf Schering, gehisst. Die Inselgruppe wurde in Neu-Lauenburg umbenannt. Während der deutschen Kolonialherrschaft befanden sich auf Mioko Kokosplantagen und eine Station der Deutschen Handels- und Plantagengesellschaft der Südseeinseln zu Hamburg (DHPG), der späteren Jaluit-Gesellschaft.
Otto Finsch reiste Anfang 1884 mit der Samoa unter dem Kommando  von Eduard Dallmann nach Neuguinea und besuchte von Mioko aus, auf fünf Reisen, fast die gesamte Nordküste Neuguineas. Bei seinen Reisen entdeckte er sieben Häfen und den Kaiserin-Augusta-Fluss, schloss Verträge über Landerwerbungen ab und hisste die deutsche Flagge. Zwischen 1885 und 1919 war Mioko Teil der deutschen Kolonie Deutsch-Neuguinea.
Ab 1920 stand Mioko als Mandatsgebiet des Völkerbunds unter der Verwaltung Australiens. Seit der Unabhängigkeit 1975 gehört Mioko zum Staat Papua-Neuguinea.

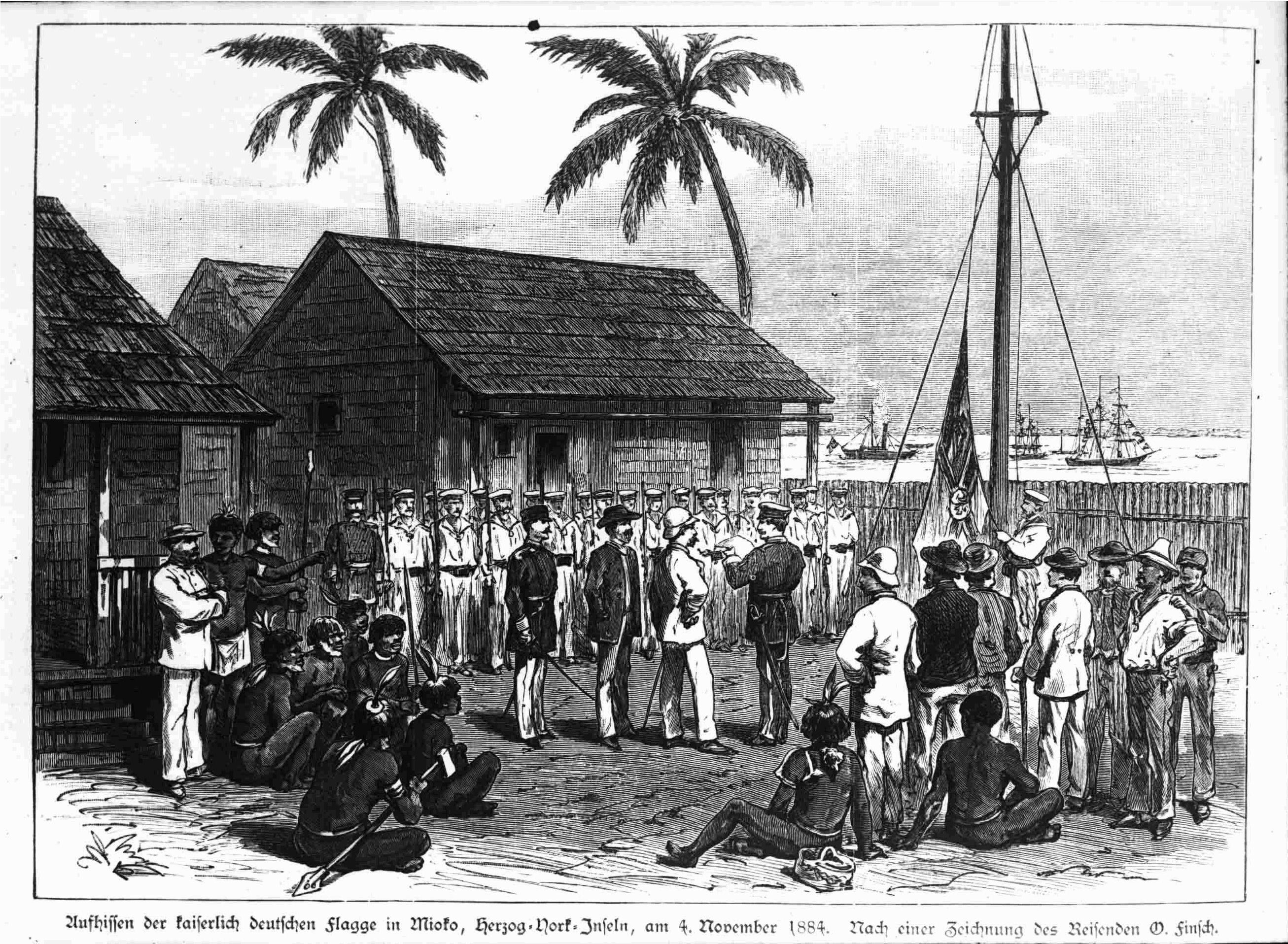
Hissen der deutschen Flagge auf Mioko
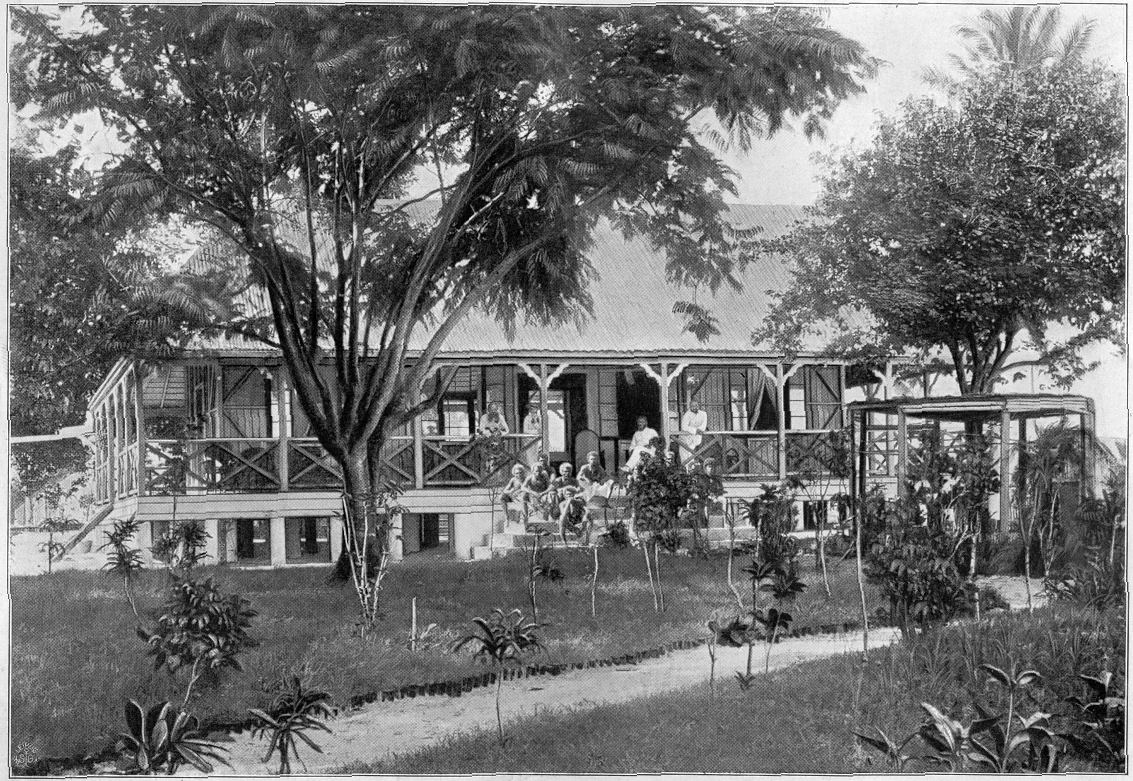
Handelsstation der Deutschen Handels- und Plantagengesellschaft auf der Insel Mioko
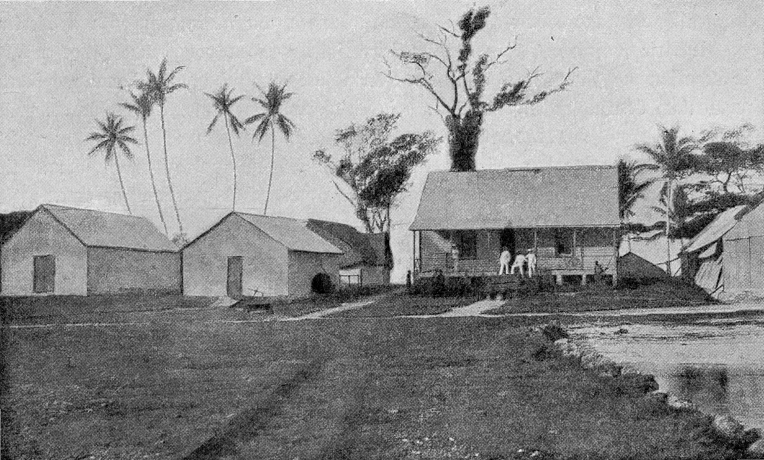
Mioko um 1900